# Braveheart (album)
Braveheart är det femte studioalbumet av den amerikanska R&B-sångaren Ashanti, utgivet 4 mars 2014. Det var Ashantis debut under det egna skivbolaget Written Entertainment efter ett skivbolagsbyte från Murder Inc. 2009.
Braveheart blir Ashantis första studioalbum på fyra år. 2008 släppte hon The Declaration som blev hennes hittills minst framgångsrika studioalbum. Sångerskan har jobbat med en mängd kompositörer till projektet däribland LT Hutton, Theron Feemster aka Neff-U, Warryn Campbell, Carvin & Ivan, och Rodney "Darkchild" Jerkins. Hon har även samarbetat med artister som Keyshia Cole, R. Kelly, Lil Wayne och Tank. Soundet på Braveheart består av "hårt" 1990-tals hiphop med mycket slagverk. Albumnamnet kommer ifrån sångerskans val att bli indieartist istället för att skriva på för något större skivbolag.
Albumutgivningen föregås av huvudsingeln "The Woman You Love" med rapparen Busta Rhymes som gästartist. Låten misslyckades att bli framgångsrik utan tog sig enbart till plats 59 på amerikanska R&B-listan. Detta blev Ashantis lägsta topp-notering för en huvudsingel någonsin. Som resultat flyttades utgivningsdatumet för Braveheart fram från augusti 2012 till januari 2013. Detta för att en ny singel ska hinna ges ut.

## Bakgrund och utveckling

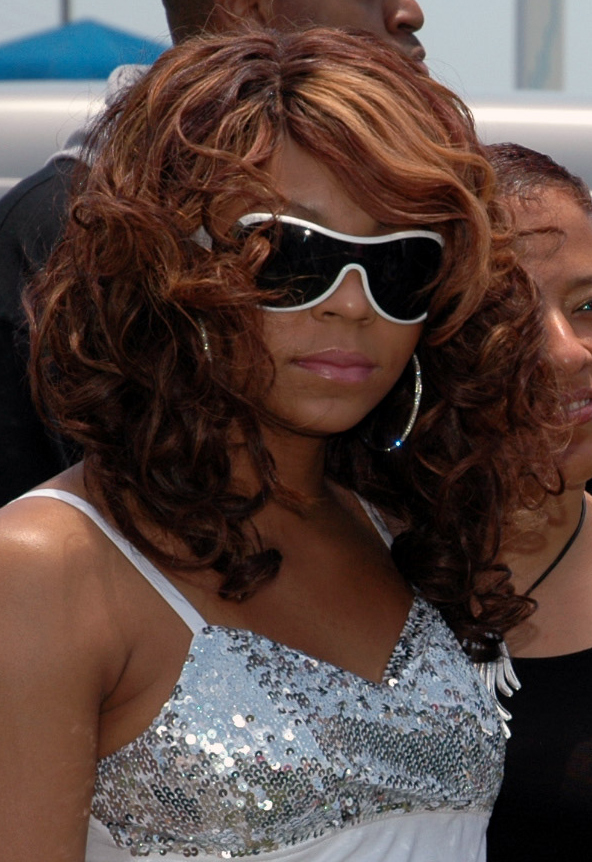
Efter en mindre framgångsrik skiva och konflikter med vännen och skivbolagschefen Irv Gotti lämnade Ashanti Murder Inc. 2009.

Braveheart blir Ashantis femte studioalbum. Skivan tjänar som uppföljare till hennes hittills minst framgångsrika studioalbum The Declaration, en skiva som sålde miljontals kopior mindre än de platinabelönade föregångarna Concrete Rose, Chapter II och Ashanti. I maj 2009 meddelade Irv Gotti att han avslutade Ashantis kontrakt med The Inc. Records. I en intervju konstaterade han: "Vår relation har gått mot sin ände. Vi är på två helt olika platser och har förlorat personkemin som behövs för att kunna arbeta tillsammans. Jag tog henne under mina vingar och skapade hennes image och hon blev en superstjärna. Tillsammans håller vi rekordet för det snabbast säljande kvinnliga debutalbumet av en R&B-artist - 503.000 exemplar. Vi lyckades verkligen! I dagsläget har vi tyvärr inte längre samma livsfilosofier." Gotti erkände att han inte pratat med Ashanti på en längre tid. I en intervju med radiokanalen Kiss 101.7 den 14 mars 2012, frågades Ashanti om hennes nuvarande relation med Gotti och Ja Rule. "Jag hade några av de mest fantastiska ögonblicken i mitt liv tillsammans med dem. Murder Inc., vi skapade historia tillsammans, vi var familj. Vi hade våra upp och nedgångar men tillsammans skapade vi klassiker och kemin var fantastisk. Det är något vi alla vet om och hyllar. Som familj går vi alla igenom saker, min relation med de andra [Murder Inc.] är 'okej' nu."
Den 15 december 2011 meddelade sångerskan att hon startat sitt eget skivbolag, Written Entertainment. Hon skrev också på för eOne Music som distribuerar sångerskans utgivningar. I ett pressmeddelande från eOne sa bolagschefen Alan Grunblatt: "eOne är stolta över att jobba med Ashanti och hennes bolag Written Entertainment. Ashanti har verkligen den där självständiga entreprenörsegenskapen som vårt företag är byggd på och vi är verkligen exalterade över att få jobba med henne." Ashanti tillade: "Jag är så glad över att ha mitt eget bolag, Written Entertainment. Med eOne som min distributör känner jag att mitt bolag får en internationell närvaro tack vare deras innovativa och ambitiösa syn på musikbranschen. De har toppfolket inom radio och är hungriga efter vinst! Ju mer jag lärde mig om branschen desto mer förstod jag vad jag ville. Ägande är så viktigt. Som affärskvinna är det här steget jätteviktigt för mig!".
Ashanti har jobbat med en mängd låtskrivare och musikproducenter till sitt album däribland LT Hutton, Theron Feemster aka Neff-U, The-Dream, Cool & Dre, Warryn Campbell, Carvin & Ivan, Common, Rodney "Darkchild" Jerkins och R&B-sångaren Tank. Rap-Up avslöjade att sångerskan även varit i inspelningsstudion med Dr. Dre, Game och Lil Wayne. I en intervju med 106 & Park avslöjade Ashanti att det fanns två artistsamarbeten på skivan, med en manlig och kvinnlig artist. BoomBox avslöjade att den manliga gästartisten var R. Kelly och den kvinnliga var R&B-sångerskan Keyshia Cole. Ashanti jobbade med Kelly på låten "That's What We Do" och med Cole på duetten "Woman to Woman". Vid tillfrågan om den senare låten sa sångerskan: "Låten är tung. Jag gillar den verkligen." Hon var dock osäker om den skulle inkluderas på hennes album eller bara på Coles femte studioalbum Woman to Woman (2012).
Preliminärt utgivningsdatum var tidigare satt till den 30 juli 2013. Detta ändrades i slutet av november till "tidigt 2014", enligt Rap-Up.com.

## Musikaliskt innehåll

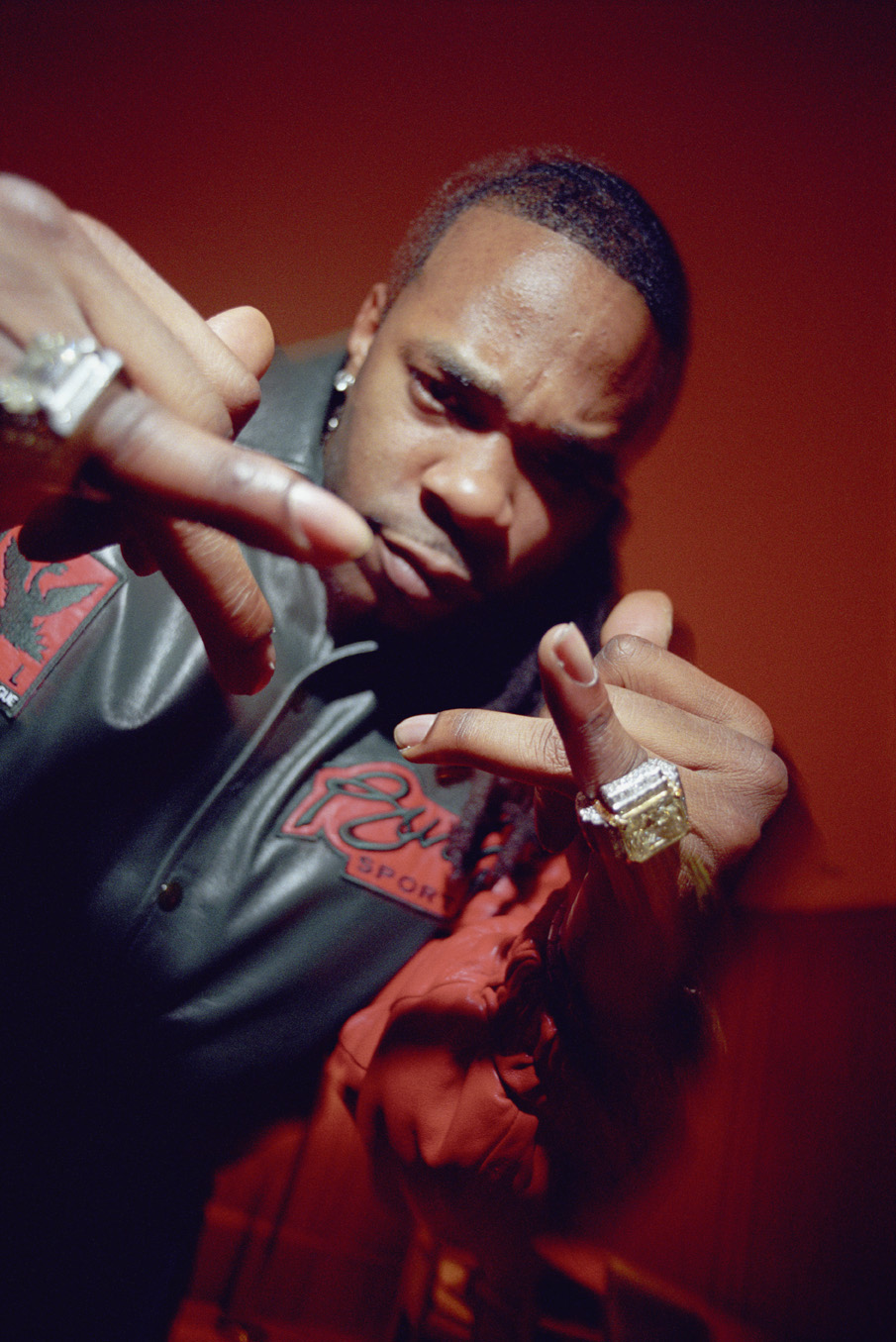
Busta Rhymes gästade huvudsingeln "The Woman You Love".

Låten "The Woman You Love" var den första singeln att ges ut från skivan och vid en tidpunkt arbetets huvudsingel. Midtempospåret är kraftigt influerat av 1990-tals-hiphop och har ett pulserande backdrop. Låten återanvänder ljudet från "White Room" av den brittiska rockbandet Cream från 1968. Den var först tänkt att framföras enbart av Ashanti men efter att rapparen Busta Rhymes hört den vill han också vara med. Enligt Ashanti började låten ta form efter att sångerskan bett Jerry Wonder om ett intro till en annan låt som hon spelade in. I en radiointervju sade hon: "Han [Wonder] lekte med trummaskinen och jag var i inspelningsbåset så jag bad honom att göra ett intro till låten som jag spelade in. När jag kom ut därifrån en stund senare spelade han upp sitt arbete för mig och jag utbrast: 'vad är det här!?'. Beatsen var helt makalösa så det slutade med att vi gjorde om introt till en hel låt." I "The Woman You Love" sjunger Ashanti om att känna sig otillräcklig i en relation. I refrängen framförs verserna "Trying to see/Trying to find/Trying to be/The woman you love/Tried everything/But it just don't seem like it's enough/Hey baby, tried to believe/But I'm tired of being tired/Trying to love/Trying to fight/And I'm running out of tries/You're just no good". På grund av olika åsikter var Ashantis långtidspartner Irv Gotti frånvarande på sångerskans föregående album The Declaration. Till Braveheart samarbetade Gotti återigen med henne. Tillsammans skapades låten "No One Greater" som hade premiär på soundcloud den 5 juni 2012. Låten gästas av rapparna Meek Mill och French Montana. I låten sjunger Ashanti till en pojkvän som inte hållit sitt löfte. I refrängen sjunger hon argt: "You got me/You told me that you loved me/You said that you wouldn't cheat/You said that you could never leave me". 
"She Can't" producerades av Mansur och beskrevs som en "sexig midtempo-låt" med "kaotiska" taktslag. I "Never Should Have", en låt som också skapades av Mansur, sjunger framföraren om saknaden av sin partner över band-inspirerade beats som hämtar inspiration från pop. I "Paradise" sjunger framföraren om en ohälsosam relation. Låten innehåller låttexten "You got me so gone/I can't find my way home/Now I'm so stuck inbetween right or wrong/All my moral's gone/I wanna go to paradise". Rico Love och Ashanti skrev låten "Perfect So Far" vars huvudinstrument är gitarr. "That's What We Do", skivans andra singel, innehåller R. Kelly som gästartist och komponerades av Lil' Ronnie. Låten "R.I.P." visar en annan musikalisk inriktning för Ashanti. Spåret spelades in med live-instrument vilket var en ny upplevelse för sångerskan. I balladen sjunger framföraren om att ge upp sin relation med begravning, svarta kläder och rosor.

## Singlar
- "The Woman You Love" med Brooklyn-rapparen Busta Rhymes som gästartist gavs ut som huvudsingeln från Braveheart.  Låten hade onlinepremiär den 15 december 2011.[14] Via sångerskans officiella Twitter-konto meddelades att låten hade digital utgivning den 16 december på Itunes. "The Woman You Love" skrevs av sångerskan själv och Trevor Smith Jr. samt producerades av Jerry Wonder. Ashanti beskrev låten som "väldigt melodisk". I en intervju sade hon: "Den drivs av trummor och jag rör vid områden som jag inte brukar, jag är väldigt exalterad över att ge ut den!". Singeln mottog mestadels positiv kritik från musikrecensenter. Trent Fitzgerald vid Popcrush skrev att låten var en "bra start för Ashanti" och var intresserad av vad hon "har att komma med 2012 nu när hon är indie."[15] Låten debuterade på en 97:e plats på amerikanska R&B-listan den 7 januari 2012.[16] Tre veckor senare tog sig låten in på topplistan igen, den här gången på plats 95.[17] Låtens högsta notering på listan var en 59:e placering.[18] Singelns musikvideo hade premiär på BET:s 106 & Park den 13 mars 2012. Videon nådde en femteplats.[19]

- Enligt Ashantis officiella webbsida planerades låten "No One Greater", med rapparna Meek Mill och French Montana, att ges ut som skivans andra singel.[20] Låten, som komponerades av Irv Gotti, hade trots detta aldrig någon radiopremiär eller digital utgivning. Den 2 oktober 2012 skickades låten "That's What We Do" (med R. Kelly som gästartist) till Itunes.[21]

## Låtlista
| Nr  | Titel                                            | Kompositör                                                                                            | Producent                                     | Längd |
| --- | ------------------------------------------------ | --- | --------------------------------------------- | ----- |
| 1.  | Intro" / "Braveheart                             | Mista Raja Greene, Yusuf Sef Millz Alexander, Kevin Randolph / Ashanti, Lenton T. Hutton              | Greene, Alexander, Randolph                   | 5:23  |
| 2.  | Nowhere                                          | | Sharif "Reefa" Slater, Fresh, Jaramye Daniels | 3:02  |
| 3.  | Runaway                                          | Douglas, James Brown, Lynn Collins, Daniels, Akil King, Jean Claude Olivier, Slater, James Todd Smith | Slater, Fresh, Daniels                        | 3:10  |
| 4.  | Count                                            | Noel Fisher                                                                                           | Detail                                        | 2:53  |
| 5.  | Early in the Morning (featuring French Montana)  | Ernesto Shaw                                                                                          | DJ Clue, E-Bass, Drone                        | 4:07  |
| 6.  | 3 Words                                          | | L.T. Hutton                                   | 3:23  |
| 7.  | Love Games (featuring Jeremih)                   | Timothy Bullock                                                                                       | Timothy Bullock                               | 4:12  |
| 8.  | Scars                                            | | Hutton, Randolph                              | 5:49  |
| 9.  | Never Should Have                                | Douglas, Mansur Zafr                                                                                  | Zafr                                          | 3:58  |
| 10. | She Can't                                        | | Zafr                                          | 3:44  |
| 11. | Don't Tell Me No                                 | Zafr, Harvey Mason, Jr., Damon Thomas                                                                 | Zafr                                          | 3:49  |
| 12. | I Got It (featuring Rick Ross)                   | | Hutton                                        | 4:06  |
| 13. | First Real Love" / "Outro (featuring Beenie Man) | Teetimus, Greene                                                                                      | Teetimus, Greene, Alexander                   | 4:53  |

## Utgivningshistorik
| Region         | Datum           | Skivbolag      | Katalognummer |
| -------------- | --------------- | -------------- | ------------- |
| USA            | 1 januari 2013  | Written, E-one | i.u.          |
| Storbritannien | 29 januari 2013 | One Music      | B007BS0ZTU    |